# Liquid Swords
Az 1995-ös Liquid Swords Genius/GZA második nagylemeze. Az albumon több sample hallható a Shogun Assassin című filmből, a lemez légköre nagyon nyomasztó, a szövegekben utalások találhatók a sakkra, a bűnözésre és a filozófiára. Bár a lemez hivatalosan GZA-album, szinte a teljes Wu-Tang Clan közreműködik rajta.
Az album a 9. helyig jutott a Billboard 200-on, a Top R&B/Hip-Hop albums listán a 2. helyig. 1996. január 11-én aranylemez lett. A kritikusok is dicsérték, elsősorban a szövegi komplexitásáért és a hipnotikus zenéjéért. Az évek során az elismerések száma nőtt, több szakmai listára felkerült. Szerepel az 1001 lemez, amit hallanod kell, mielőtt meghalsz című könyvben.

## Az album dalai
|     | Cím                                                                                  | Hossz |
| --- | ------------------------------------------------------------------------------------ | ----- |
| 1.  | Liquid Swords                                                                        | 4:31  |
| 2.  | Duel of the Iron Mic                                                                 | 4:06  |
| 3.  | Living in the World Today                                                            | 4:23  |
| 4.  | Gold                                                                                 | 3:57  |
| 5.  | Cold World                                                                           | 5:31  |
| 6.  | Labels                                                                               | 2:54  |
| 7.  | 4th Chamber                                                                          | 4:37  |
| 8.  | Shadowboxin'                                                                         | 3:30  |
| 9.  | Hell's Wind Staff / Killah Hills 10304                                               | 5:09  |
| 10. | Investigative Reports                                                                | 3:50  |
| 11. | Swordsman                                                                            | 3:21  |
| 12. | I Gotcha Back                                                                        | 5:01  |
| 13. | B.I.B.L.E. (Basic Instructions Before Leaving Earth) (csak az új kiadáson és a CD-n) | 4:33  |

## Közreműködők
- GZA – előadó
- RZA – producer, előadó
- Killah Priest – előadó
- Inspectah Deck – előadó
- Ghostface Killah – előadó
- Method Man – előadó
- Masta Killa – előadó
- Raekwon – előadó
- U-God – előadó
- Ol' Dirty Bastard – előadó
- Dreddy Kruger – ének
- Life – ének
- 4th Disciple – producer
- Tom Coyne – mastering
- Wendy Goldstein – A&R
- Geoffrey L. Garfield – személyi menedzser
- Cyril Gittens – művészi vezető
- Mathematics – művészi ötletek
- Mark A. Humphrey – fényképek
- Denys Cowan – borító

## Fordítás
Ez a szócikk részben vagy egészben a Liquid Swords című angol Wikipédia-szócikk ezen változatának fordításán alapul.  Az eredeti cikk szerkesztőit annak laptörténete sorolja fel. Ez a jelzés csupán a megfogalmazás eredetét és a szerzői jogokat jelzi, nem szolgál a cikkben szereplő információk forrásmegjelöléseként.